# تپه کانی سیو
تپه کانی سیو مربوط به هزاره اول قبل از میلاد - دوره اشکانیان - دوره ساسانیان است و در شهرستان پیرانشهر، بخش مرکزی، دهستان پیران، روستای کانی سیو واقع شده و این اثر در تاریخ ۲۵ آبان ۱۳۸۷ با شمارهٔ ثبت ۲۳۴۸۵ به‌عنوان یکی از آثار ملی ایران به ثبت رسیده است.